# Jacques-Philippe Lamoninary
Jacques-Philippe Lamoninary fou un músic francès del segle xviii. Va ser primer violí del concert de Valenciennes, de la seva vila nadiua, i a més de diverses col·leccions de sonates i duos per a violí i violoncel, en deixà una altra titulada Six Quator en symphonie pour deux violons, alto, violoncelle obligé et organo.